# Admiral Scheer
L’Admiral Scheer est un croiseur lourd (souvent dénommé « cuirassé de poche ») de la Kriegsmarine de classe Deutschland qui combattit durant la Seconde Guerre mondiale.

## Constructions et caractéristiques
Nommé d'après l'amiral Reinhard Scheer (1863-1928), qui commanda la flotte allemande  pendant la bataille du Jutland, il est construit dans les chantiers navals de la Kriegsmarine à Wilhelmshaven, lancé en janvier 1931 et achevé en novembre 1934. À l'origine, il est classé Panzerchiff (navire cuirassé) par la Reichsmarine, mais reclassifié comme ses sister-ships en croiseur lourd en février 1940, bien que leur déplacement supérieur à 10 000 tonnes et le calibre de leur artillerie supérieure à 203 mm ne les fasse pas entrer dans ce type de bâtiment. 
Le navire était nominalement sous la limite des 10 000 tonnes imposée aux navires de guerre allemands par le traité de Versailles, bien qu'avec un déplacement en charge de 15 000 tonnes, il les dépassât significativement. Armé de 6 canons de 280 mm en deux tourelles triples, l’Admiral Scheer et ses sister-ships étaient conçus afin de surpasser en puissance de feu tout croiseur plus rapide que lui  et susceptible de le rattraper. Sa vitesse maximale était de 28 nœuds, ne laissant qu'une poignée de navires français ou britanniques capables de le suivre et assez puissants pour le couler. Il emporte aussi 2 hydravions de reconnaissance Arado Ar 196 sur son pont.

## Opérations

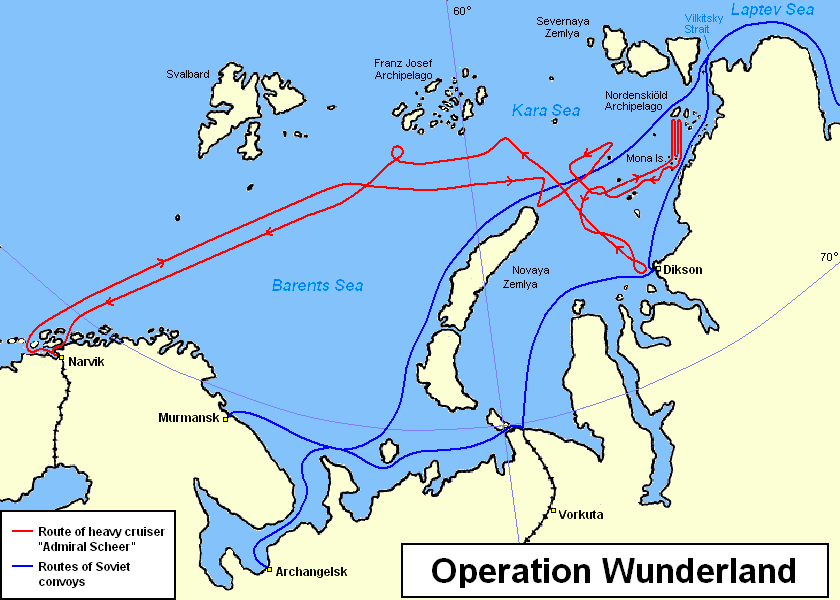
Carte indiquant les mouvements de l’Admiral Scheer durant l'opération Wunderland.

L’Admiral Scheer participa à la guerre d'Espagne, notamment en bombardant le port d'Almería. 
Au début de la Seconde Guerre mondiale, il mena des raids dans l'Atlantique Sud et fit un bref passage dans l'océan Indien. Il coula l'équivalent de plus de 113 223 tonnes de navires. 
Peu après son retour en Allemagne, il fut renvoyé au nord de la Norvège pour empêcher l'approvisionnement vers l'Union soviétique. Il fut engagé dans l'attaque avortée du convoi PQ-17 et mena l'opération Wunderland, une sortie en mer de Kara. 
Après être retourné en Allemagne à la fin 1942, le navire servit de navire d'entrainement jusqu'à la fin de 1944. Il soutint alors les opérations terrestres contre l'avancée de l'armée rouge et participa à l'évacuation de civils et militaires allemands lors de l'opération Hannibal en mars 1945. 
Il chavira à quai à la suite d'attaques par des bombardiers britanniques le 9 avril 1945. Il resta alors à l'état d'épave jusqu'à la fin de la Seconde Guerre Mondiale. Son épave fut partiellement démontée, et sa coque fut utilisée avec d'autres débris pour le remblaiement et la reconstruction du port de Kiel durant les années 50.

## Source
- (en) Cet article est partiellement ou en totalité issu de l’article de Wikipédia en anglais intitulé « German cruiser Admiral Scheer » (voir la liste des auteurs).